# Dame Rokujo

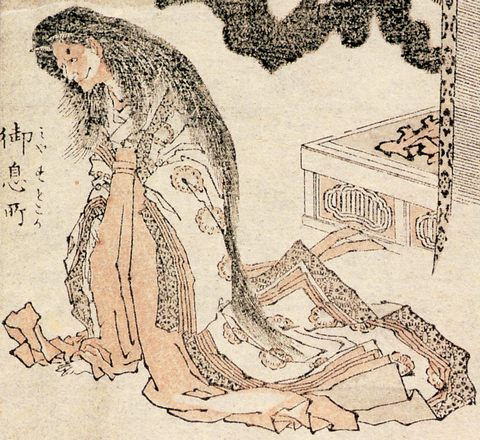
Fantôme de Dame Rokujo

Dame Rokujo est un personnage fictif du Le Dit du Genji (Genji Monogatari). C'est la veuve du prince Zembo et une maîtresse de longue date de Hikaru Genji. Très fière, sa jalousie est si forte que son esprit errant tue Yugao, Aoi no Ue et attaque Murasaki.

## Source de la traduction
- (en) Cet article est partiellement ou en totalité issu de l’article de Wikipédia en anglais intitulé « Lady Rokujo » (voir la liste des auteurs).